# 中山理々
中山 理々（なかやま りり、1895年5月20日 - 1981年7月27日）は、東京都出身の日本の宗教家・実業家。浄土真宗東本願寺派法善寺住職。東京大学文学部哲学科卒業。
国際派の仏教人として知られ、世界平和の推進に尽力。日本仏教鑚仰会理事長、世界宗教者平和会議日本委員会常務理事、ガンジー平和連盟理事長、東京博善社社長、仏教タイムス社長、真宗大谷派宗議会議員などの要職を歴任した。

## 著作
- 『人間をひとまわり大きくする本 - 肚をつくる信念をつくる心をつくる 』（日新報道、1976年）
- 『東本願寺問題』正・続（名著普及会、1978年）
- 『砂漠に叫ぶ』1～3（名著普及会、1978年）
- 『あるがままに生きる - 焦るな・嘆くな・心配するな』（日新報道、1979年）

### 記事等
- CiNii>中山理々